# Ram Narayan
Ram Narayan (hindsky राम नारायण, IAST: Rāma Nārāyaṇa; 25. prosince 1927 Udajpur – 9. listopadu 2024),  často označovaný titulem pandita, byl hindský hudebník, který zpopularizoval sarangi, hudební nástroj hindustánské hudby, jako sólový nástroj.